# Distrito electoral federal 22 de la Ciudad de México
El XXII Distrito Electoral Federal de Ciudad de México es uno de los 300 Distritos Electorales en los que se encuentra dividido el territorio de México y uno de los 24 en los que se divide la Ciudad de México. Su cabecera es la alcaldía Iztapalapa.
Desde la distritación de 1996, se ubica en el extremo oriental de la Delegación Iztapalapa, limita al nororiente con los municipios de Nezahualcóyotl y La Paz y al sur con la alcaldía Tláhuac. Abarca las colonias cercanas a las estaciones del metro Guelatao hasta la estación Santa Marta, incluidos los pueblos de Santa Cruz Meyehualco, Santiago Acahualtepec ,San Miguel Teotongo, Santa María Aztahuacan, San Sebastián Tecoloxtitla y Santa Marta Acatitla, aparte de las colonias del norte de la Sierra de Santa Catarina

## Distritaciones anteriores
El XXII Distrito de Ciudad de México (entonces Distrito Federal) fue creado para la conformación de la XLV Legislatura que inició en 1961. Guadalupe Rivera Marín fue la primera diputado federal electa por este distrito.

### Distritación 1978 - 1996
Para la distritación de mayo de 1978, el XXII Distrito se ubicó dentro del territorio de las delegaciones Coyoacán, Álvaro Obregón y Tlalpan.

### Distritación 1996 - 2005
Con la distritación de 1996, el XXII Distrito se estableció en el extremo oriental de Iztapalapa. Se conformó por 206 secciones electorales.

### Distritación 2005 - 2017
Redujo su extensión al conformarse por 152 secciones.

## Diputados por el distrito
| Diputado                         | Grupo parlamentario | Legislatura | Periodo     |
| -------------------------------- | ------------------- | ----------- | ----------- |
| Guadalupe Rivera Marín           |                     | XLV         | 1961 - 1964 |
| Gonzalo Martínez Corbalá         |                     | XLVI        | 1964 - 1967 |
| María Guadalupe Aguirre Soria    |                     | XLVII       | 1967 - 1970 |
| Guillermina Sánchez Meza         |                     | XLVIII      | 1970 - 1973 |
| Arturo González Cosío Díaz       |                     | XLIX        | 1973 - 1976 |
| Ifigenia Martínez                |                     | L           | 1976 - 1979 |
| Enrique González Flores          |                     | LI          | 1979 - 1982 |
| José Carreño Carlón              |                     | LII         | 1982 - 1985 |
| Ofelia Casillas Ontiveros        |                     | LIII        | 1985 - 1988 |
| Rosario Guerra Díaz              |                     | LIV         | 1988 - 1991 |
| Juan José Castillo Mota          |                     | LV          | 1991 - 1994 |
| Víctor Manuel Álvarez Trasviña   |                     | LVI         | 1994 - 1997 |
| Clara Marina Brugada Molina      |                     | LVII        | 1997 - 2000 |
| Estevan Daniel González Enríquez |                     | LVIII       | 2000 - 2003 |
| Francisco Diego Aguilar          |                     | LIX         | 2003 - 2006 |
| Víctor Varela López              |                     | LX          | 2006 - 2009 |
| Arturo Santana Alfaro            |                     | LXI         | 2009 - 2012 |
| Purificación Carpinteyro         |                     | LXII        | 2012 - 2015 |
| Ana Leticia Carrera Hernández    |                     | LXIII       | 2015 - 2018 |
| Víctor Varela López              |                     | LXIV LXV    | 2018 - 2024 |
| Marisela Zúñiga Cerón            |                     | LXVI        | 2024 -      |

## Resultados electorales

### 2021
|  | 60.03 % |

|  | 21.52 % |

|  | 3.64 % |

|  | 2.88 % |

|  | 2.69 % |

|  | 2.48 % |

|  | 1.63 % |

|  | 0.73 % |

|  | 4.32 % |

|  | 0.09 % |

|  | 100 % |

|  | 38.43 % |

### 2018
|  | 28.90 % |

|  | 4.66 % |

|  | 3.36 % |

|  | 1.52 % |

|  | 57.70 % |

|  | 0.05 % |

|  | 3.78 % |

|  | 100.00 % |

### 2009
|  | 7.46 % |

|  | 9.21 % |

|  | 29.32 % |

|  | 8.58 % |

|  | 21.75 % |

|  | 2.94 % |

|  | 7.97 % |

|  | 0.22 % |

|  | 12.53 % |

|  | 100.00 % |

### 2006
|  | 12.74 % |

|  | 9.15 % |

|  | 67.06 % |

|  | 4.94 % |

|  | 3.58 % |

|  | 2.17 % |

|  | 100.00 % |